# سنت-بارب، کبک
سنت-بارب (به فرانسوی: Sainte-Barbe) شهری در منطقه شهری لو او-سن-لوران ناحیه مونترژی در استان کبک کانادا است. در سرشماری سال ۲۰۱۱ این شهر ۱٬۴۰۷ نفر جمعیت داشته‌است و مساحت آن ۳۹٫۷۸ کیلومتر مربع است.